# Пређо (Перуђа)
Пређо је насеље у Италији у округу Перуђа, региону Умбрија.
Према процени из 2011. у насељу је живело 121 становника. Насеље се налази на надморској висини од 625 м.